# Greenwich (New Jersey)
Greenwich – jednostka osadnicza w Stanach Zjednoczonych, w stanie New Jersey, w hrabstwie Warren.